# Drilus frontalis
Drilus frontalis is een keversoort uit de familie kniptorren (Elateridae). De wetenschappelijke naam van de soort is voor het eerst geldig gepubliceerd in 1867 door Schaufuss.